# Silverdopping
Silverdopping (Podiceps occipitalis) är en fågel i familjen doppingar inom ordningen doppingfåglar.

## Utseende
Silverdoppingen. är en liten ljus dopping. På håll ser den mestadels vit ut, olikt den mörkare vittofsad dopping. Sydliga fåglar har silverblond huva (som är mindre hos unga fåglar och utanför häckningstid) och gråaktig strupe, medan de i norr har ljusstreckad hjässa, vit strupe och ser likadana ut året runt.

## Utbredning och systematik
Silverdoppingen förekommer i Anderna i Sydamerika. Den delas in i två underarter med följande utbredning:
- Podiceps occipitalis juninensis – förekommer lokalt i Anderna i Colombia, norra Chile och Argentina
- Podiceps occipitalis occipitalis – förekommer i Anderna från centrala Argentina till Tierra del Fuego och Falklandsöarna

Birdlife International och internationella naturvårdsunionen IUCN urskiljer juninesis som en egen art.

## Levnadssätt
Silverdoppingen hittas i sjöar och reservoarer, ofta utan vegetation i kanterna. Den häckar huvudsakligen i kolonier, lokalt i hundratal. Sydliga fåglar hittas också i kustvatten vintertid.

## Status
IUCN hotkategoriserar taxonen juninensis och occipitalis för sig, occipitalis som livskraftig (LC), juninensis som nära hotad (NT).